# تضاد (فلسفة)
التضاد عند الحكماء هو التقابل بين أمرين وجوديين بحيث لا يتوقف تعقل كل منهما على تعقل الآخر. وهذان الأمران يسميان بالمتضادين والضدين.